# هانس پلتسیگ
هانس پلتسیگ (آلمانی: Hans Poelzig; ۳۰ آوریل ۱۸۶۹ – ۱۴ ژوئن ۱۹۳۶) معمار اکسپرسیونیست اهل آلمان بود.